# Basishygiene

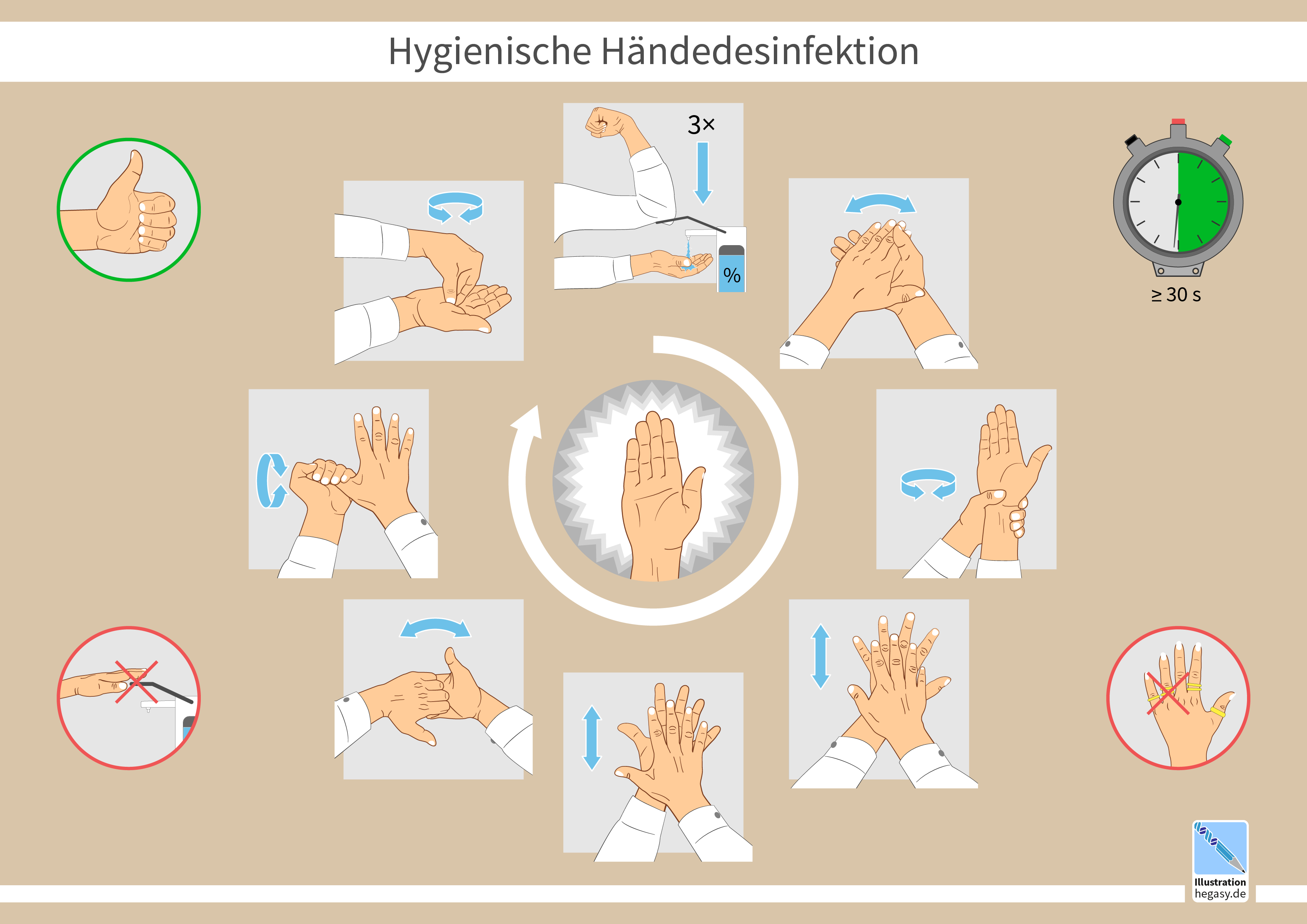
Anleitung für Händedesinfektion

Mit den Maßnahmen der Basishygiene (auch Standardhygiene) wird bei der allgemeinen Patientenversorgung einer Übertragung von Krankheitserregern und damit nosokomialen Infektionen vorgebeugt. Sie gelten für das medizinische und betreuende Personal in Krankenhäusern und anderen Einrichtungen des Gesundheitswesens, wo Menschen untersucht, behandelt und gepflegt werden.

## Indikation
Da auch Personen ohne erkennbare Krankheitssymptome mit von Mensch zu Mensch übertragbaren Infektionserregern besiedelt oder infiziert sein können, werden bestimmte infektionspräventive Standardmaßnahmen grundsätzlich bei jedem Patienten angewandt. Die immer einzuhaltenden Maßnahmen der Basishygiene dienen sowohl dem Schutz anderer Patienten als auch dem Schutz des Personals. Die Durchführung wird im jeweils einrichtungsinternen Hygieneplan festgelegt, der sich in Deutschland in der Regel nach den Empfehlungen der Kommission für Krankenhaushygiene und Infektionsprävention (KRINKO) richtet.

## Bestandteile der Basishygiene laut KRINKO
Den Empfehlungen der KRINKO zufolge gehören zur Basishygiene die Händehygiene, die Reinigung und Desinfektion von Flächen, erweiterte Schutzmaßnahmen (Barrieremaßnahmen) zur Infektionsprävention bei übertragbaren Krankheiten, die Medizinprodukte- und Wäscheaufbereitung, Umgang mit Geschirr, Hygiene bei einzelnen medizinischen Maßnahmen, Aufklärung und Schulung von Patienten und deren Besuchern, die Art der Unterbringung, Abfallentsorgung, die baulich-funktionelle Gestaltung und apparative Ausstattung von Funktionseinheiten (z. B. Endoskopie) und die Anforderungen an dezentrale Desinfektionsmittel-Dosiergeräte.

## Händehygiene
Die Händehygiene gilt als wichtigste Maßnahme der Basishygiene. Zur Händehygiene gehören das Waschen und Desinfizieren der Hände. Die Fingernägel müssen kurz und unlackiert sein; es dürfen keine Schmuckstücke oder Armbanduhren an den Händen bzw. Unterarmen getragen werden.
Handwaschplätze müssen den baulichen Anforderungen der Technischen Regeln für Biologische Arbeitsstoffe (TRBA 250) entsprechen:  leicht erreichbar, mit fließend warmem und kaltem Wasser, sowie Armaturen, welche ohne Handberührungen bedienbar sind (z. B. Einhebelmischbatterien mit verlängertem Hebel, die mit dem Ellbogen bedienbar sind). Zusätzlich müssen handbedienungsfreie Spender angebracht sein, je einer für Hautreinigungs- und für Händedesinfektionsmittel. Stückseifen werden wegen möglicher Kontamination nicht empfohlen. Außerdem müssen ein Einmalhandtuchspender sowie ein Hautschutz- und ein Hautpflegemittel vorhanden sein.

## Verhalten beim Husten, Niesen und Schnäuzen
Die sogenannte Husten-Etiquette – die auch beim Niesen gilt – ist aufgrund der Erfahrungen mit dem SARS-Erreger fester Bestandteil der Standardhygiene. Beim Husten oder Niesen sollte vermieden werden, dass Speichel oder Nasensekret in die Umgebung versprüht werden. Wird beim Husten oder Niesen die Hand vor den Mund gehalten, gelangen Krankheitserreger an die Hände und können anschließend über gemeinsam benutzte Gegenstände oder beim Händeschütteln weitergereicht werden. Daher sollten bestimmte Regeln beachtet werden: beim Husten oder Niesen sich möglichst wegdrehen und Abstand von anderen Personen halten, Papiertaschentücher nur einmal verwenden und direkt in einen Abfalleimer mit Deckel entsorgen. Falls kein Taschentuch vorhanden ist, sollte die Armbeuge vor Mund und Nase gehalten werden. Anschließend sind die Hände gründlich zu waschen bzw. zu desinfizieren.

## Arbeitskleidung
Arbeits-, Berufs- bzw. Bereichskleidung wird anstelle oder in Ergänzung der Privatkleidung bei der Arbeit getragen. Noch ist die Studienlage nicht ausreichend, um die Rolle der Kleidung bei der Übertragung von Infektionserregern eindeutig zu bestimmen. Da manche Mikroorganismen in der unbelebten Umgebung überleben können – so auch auf Textilien –  stellten sich bei Untersuchungen vor allem Handkontaktstellen der Kleidung (z. B. Kitteltaschen) als kontaminiert heraus. Der Nachweis einer Kontamination der Arbeitskleidung von Mitarbeitern in der Patientenversorgung mit Krankheitserregern beweist laut KRINKO nicht die Übertragung pathogener Keime auf weitere Patienten. Daher gibt sie hierfür keine Empfehlung. Es bestehen aber insbesondere für Pflegeberufe unter anderem arbeitsrechtliche Vorgaben seitens der TRBA 250 (Technische Regeln für Biologische Arbeitsstoffe), der Biostoffverordnung (BioStoffV) § 8 und 9, dem Tarifrecht und der KRINKO-Empfehlung von 1985 laut Bundesgesundheitsblatt 28.
Das National Institute for Health and Care Excellence (NICE) in Großbritannien befürwortet dagegen seit 2012 das „bare below elbows“-Prinzip, nach dem unter anderem kurzärmelige Arbeitskleidung empfohlen wird.

## Persönliche Schutzausrüstung

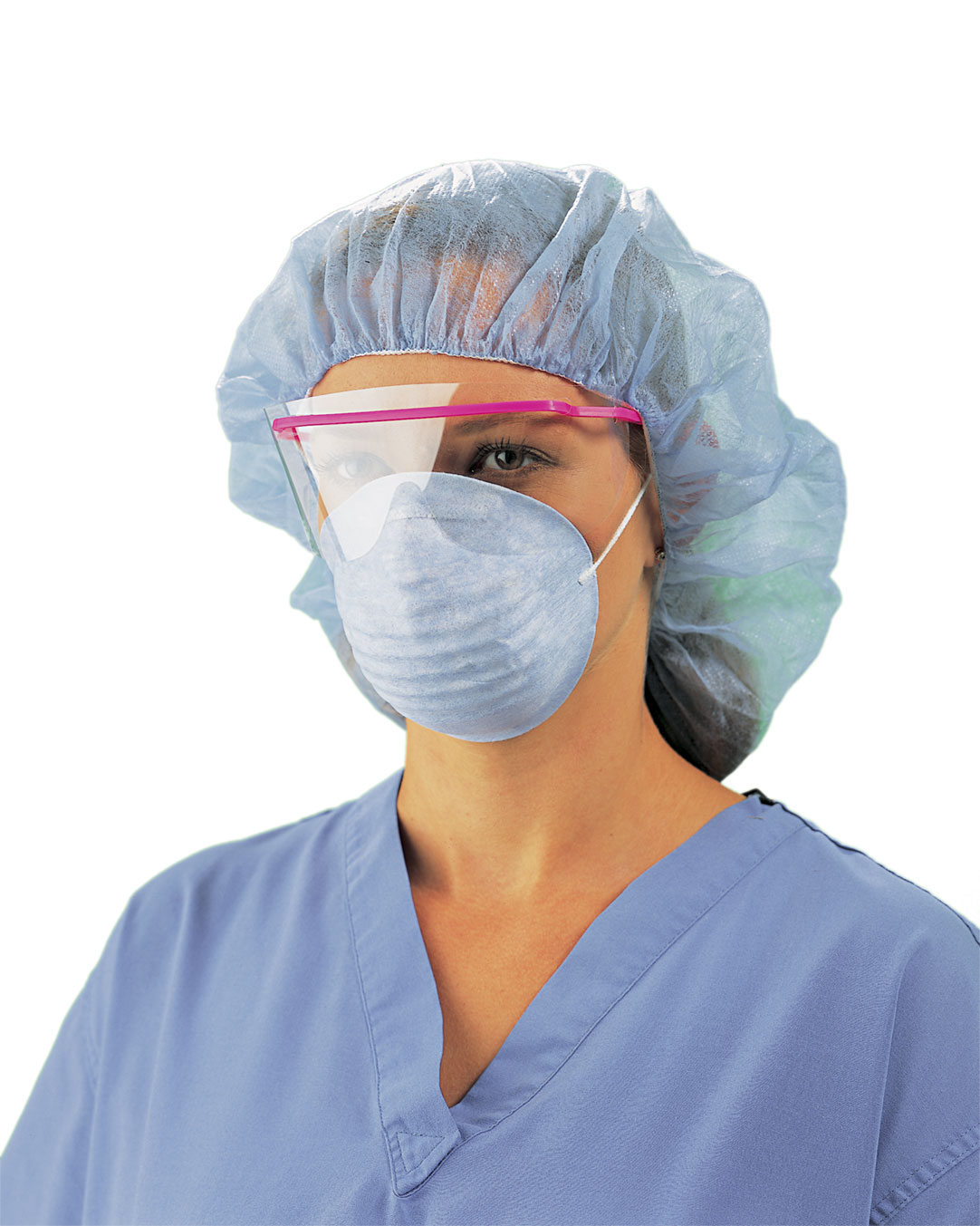
Mund-Nasen-Schutz, kombiniert mit Schutzvisier und -haube

Das Tragen einer Persönlichen Schutzausrüstung (PSA) ist eine Barrieremaßnahme. Je nach Einsatzbereich und Tätigkeit sind bestimmte Schutzkleidungsteile allein oder in Kombination erforderlich. Dazu gehören Einmalhandschuhe, Schürze oder Schutzkittel, Mund-Nasen-Schutz oder ein höherer Atemschutz, eine Schutzbrille bzw. ein Gesichtsschutzschild sowie Haarschutz und Überschuhe.
Nicht-sterile Einmalhandschuhe werden zusätzlich zur Händedesinfektion eingesetzt, wenn es möglicherweise zu Kontakt mit Blut, Sekreten, Exkreten oder wahrscheinlich kontaminierten Flächen kommen könnte. Da es beim Ausziehen von Einmalhandschuhen oder durch Leckagen zur Kontamination der Hände kommen kann, ist anschließend stets eine Händedesinfektion erforderlich.
Eine Schürze oder ein Schutzkittel schützt die Arbeitskleidung bei Untersuchungen, Eingriffen oder Pflegemaßnahmen vor direktem Kontakt mit Blut, Sekreten, Exkreten oder anderen potentiell kontaminierten Materialien. Flüssigkeitsdichte Schürzen können bei Feuchtarbeiten allein oder zusätzlich über einem Schutzkittel getragen werden.
Ein Mund-Nasen-Schutz ist vor allem bei bestimmten aseptischen Tätigkeiten am Patienten nötig, um ihn vor Mikroorganismen zu schützen, die z. B. beim Sprechen abgegeben werden. Eine Schutzbrille bzw. ein Gesichtsschutzschild wird empfohlen, wenn es zu Verspritzen von Blut oder Sekreten kommen könnte. Im Bereich der Umkehrisolierung sind zusätzlich Haarschutz und Überschuhe nötig.
Alle Schutzmaterialien sind in der Regel nur zur einmaligen Verwendung vorgesehen, mit Ausnahme von Stoffkitteln: Diese werden nach Benutzung wie Infektionswäsche wiederaufbereitet.

Gebotszeichen M009: Handschutz benutzen
Gebotszeichen M016: Maske benutzen
Gebotszeichen M026: Schutzschürze benutzen

## Flächenreinigung und -desinfektion
Risikoflächen mit häufigem Hand- und Hautkontakt werden mindestens täglich gereinigt und desinfiziert, bei Kontamination muss die Aufbereitung sofort erfolgen.

## Hygiene bei aseptischen Tätigkeiten
Bei der Vorbereitung und Durchführung bestimmter, zum Teil invasiver Maßnahmen sind die Grundlagen aseptischen Arbeitens einzuhalten. Dazu gehören unter anderem Injektionen und Punktionen, das Mischen von Infusionslösungen, das Legen eines transurethralen Blasenkatheters und die Wundversorgung.

## Aufbereitung von Medizinprodukten
Medizinprodukte werden entsprechend den Empfehlungen der KRINKO und des Bundesinstituts für Arzneimittel und Medizinprodukte (BfArM) aufbereitet.

## Wäscheentsorgung, -aufbereitung und -Versorgung, Bettenhygiene
Gebrauchte bzw. kontaminierte Wäsche wird in entsprechend sicheren Behältnissen gesammelt und transportiert, dass von ihr keine Infektions- oder Kontaminationsgefahr ausgeht. Wäsche aus medizinischen Einrichtungen wird mit desinfizierenden, regelmäßig zu überprüfenden Verfahren mit nachgewiesener Wirksamkeit aufbereitet. Anschließend ist die Wäsche so zu lagern, dass sie bis zur Verwendung sauber, keimarm und frei von Rückständen bleibt.
Betten müssen vor erneuter Belegung desinfizierend aufbereitet und mit desinfizierten Inletts und sauberer Wäsche bezogen sein. Ausnahmsweise kann nach entsprechender Risikobewertung auf eine desinfizierende Aufbereitung der Inletts zwischen zwei Patienten verzichtet werden.

## Umgang mit Geschirr
Geschirr soll bevorzugt maschinell aufbereitet werden. Dabei gelten die entsprechenden lebensmittelhygienischen Vorgaben, so dass der Patient immer sauberes und desinfiziertes Geschirr erhält. Beim Transport zum Patienten bzw. des benutzten Geschirrs muss eine Kontaminationsgefahr ausgeschlossen werden.